# Kenneth Nelson
Kenneth Nelson, född 1971, är en svensk författare och professor i sociologi vid Stockholms universitet (SU).

## Biografi
Nelson blev 2004 filosofie doktor i sociologi vid Stockholms universitet (SU), där han studerade under professorerna Walter Korpi och Joakim Palme. Nelson blev 2008 docent, och sedan 2014 är han professor i sociologi vid Institutet för social forskning (Stockholms universitet). Sedan 2023 är innehar Nelson the Barnett Professorship of Social Policy vid Oxford University. Han är verksam vid the Department of Social Policy and Intervention (DSPI), där Nelson är biträndande föreståndare.   
Nelson är framförallt verksam inom områdena socialpolitik, fattigdom, och social ojämlikhet. Han sitter i styrelsen för Foundation for International Studies on Social Security (FISS) och Sveriges sociologförbund (SSF). Han är ordförande for European Social Policy Analysis Network (ESPAnet).